# Roxboro (Québec)
Pour les articles homonymes, voir Roxboro.
Roxboro est un quartier de la ville de Montréal situé dans l'arrondissement Pierrefonds-Roxboro, au nord-ouest de l'Île de Montréal.
Autrefois une ville ayant sa propre administration, Roxboro est fusionnée à la ville de Montréal, constituant de 2002 à 2006 une partie de l'arrondissement de Dollard-Des Ormeaux–Roxboro. En 2006, à la suite de la reconstitution de la ville de Dollard-Des Ormeaux, Roxboro est jointe à Pierrefonds afin de former l'arrondissement Pierrefonds-Roxboro.

## Histoire
En 1717, les seigneurs Jésuites concèdent les terres de la côte Sainte-Geneviève et font ouvrir un chemin qui constitue aujourd’hui le boulevard Gouin.
La ville de Roxboro est constituée du détachement d'une partie du territoire de la paroisse de Sainte-Geneviève-de-Pierrefonds en 1914. Ce sont des ouvriers employés à creuser le roc du tunnel ferroviaire du mont Royal qui s’y installent, d’où le nom vraisemblablement formé des particules « Rocks » et « borough » ― le quartier des pierres,. La ville de Roxboro est vouée à la villégiature jusqu’après la Seconde Guerre mondiale, alors que le train et, dans une moindre mesure, l’automobile facilitent l’implantation d’une banlieue pavillonnaire suivant une trame de rue orthogonale.
Roxboro est administrée de façon autonome jusqu'au 31 décembre 2001, lorsqu'elle est annexée à la ville de Montréal de pair avec Dollard-Des Ormeaux afin d'en constituer un arrondissement, et ce, dans le cadre des réorganisations municipales québécoises. En 2006, Dollard-Des Ormeaux est ensuite reconstituée en tant que ville ; Roxboro et l'ancienne ville de Pierrefonds sont réunies afin de former l'arrondissement Pierrefonds-Roxboro. De sa fondation en 1914 jusqu'à son annexion, six maires se seront succédé à la tête de la municipalité.
| Date d'élection | Maire               | Qualité |
| --------------- | ------------------- | ------- |
| 19 mars 1914    | John Rowley         |         |
| 5 mars 1936     | George H. Whitehead |         |
| 4 juin 1946     | Roland Bigras       |         |
| 11 juillet 1958 | René Labelle        |         |
| 2 novembre 1964 | William G. Boll     |         |
| 4 novembre 1990 | Ovide T. Baciu      |         |

Tandis que le quartier doit son existence et son développement à sa desserte ferroviaire, le train continue de rythmer la vie roxboroise ; le projet du Réseau express métropolitain prévoit la desserte du quartier avec un métro de surface.

## Commerces, services et institutions
Le boulevard Gouin (45° 30′ 39″ N, 73° 48′ 20″ O

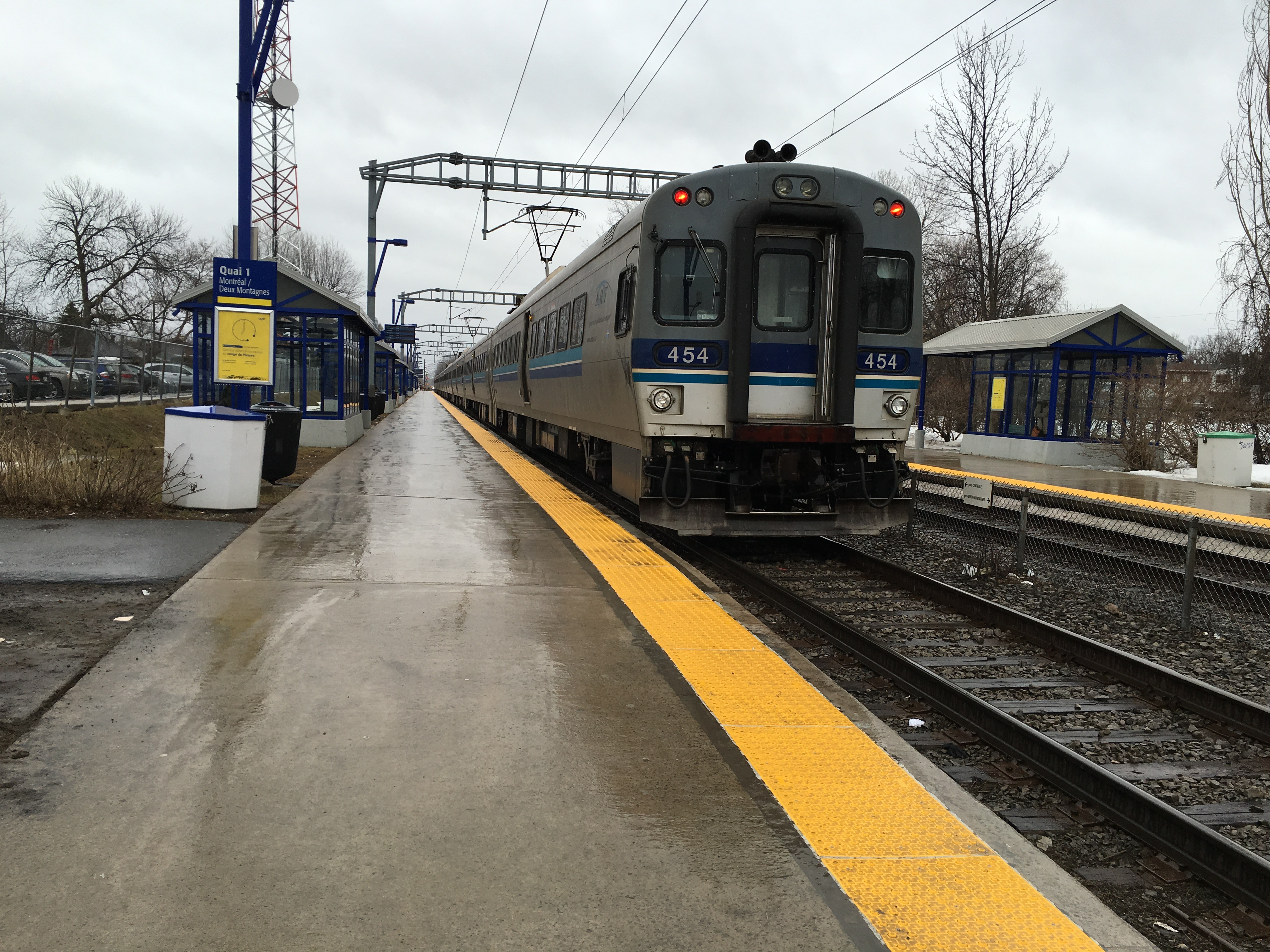
Un train de banlieue exo à la gare Roxboro-Pierrefonds.

) et la rue du Centre-Commercial (45° 30′ 36″ N, 73° 48′ 25″ O
) constituent le noyau du quartier, regroupant la plupart des services, institutions et commerces de proximité. Gouin agit comme voie principale est-ouest, alors que Centre-Commercial relie les secteurs nord et sud, donnant accès à la gare Roxboro-Pierrefonds.
Le Centre de services scolaire Marguerite-Bourgeoys (anciennement Commission scolaire Marguerite-Bourgeoys) dessert la population francophone, tandis que la Commission scolaire Lester-B.-Pearson dessert la population anglophone. Trois écoles primaires sont implantées dans le quartier : 
- Lalande, une école publique francophone[9];
- Charles-Perrault, une école privée francophone[10];
- Socrates III, une école privée d'éducation grecque[11].

La bibliothèque William-G.-Boll loge dans l'ancien bureau municipal, rue Cartier.
Originellement occupée par la Brigade du feu volontaire de Roxboro, la caserne 58 relève maintenant du Service de sécurité incendie de Montréal.

## Parcs et espaces verts
L'île Roxboro (45° 30′ 56″ N, 73° 45′ 16″ O) est intégrée au parc nature des Rapides-du-Cheval-Blanc, un projet de parc régional.

## Démographie
| 1971  | 1976  | 1981  | 1986  | 1991  | 1996  | 2001  | 2006  | 2011  |
| ----- | ----- | ----- | ----- | ----- | ----- | ----- | ----- | ----- |
| 7 633 | 7 106 | 6 292 | 6 138 | 5 880 | 5 950 | 5 640 | 5 948 | 5 880 |

| 2016  | - | - | - | - | - | - | - | - |
| ----- | - | - | - | - | - | - | - | - |
| 5 941 | - | - | - | - | - | - | - | - |

Après une chute marquée de la population de 1971 à 1986, la population roxboroise est plutôt stable depuis les années 1990, oscillant sous la barre des 6 000 habitants. Le recensement de 2016 dénombre 5 941 résidents dans les limites du quartier.
L'âge médian de la population est de 43,8 ans, légèrement au-dessus de la médiane métropolitaine. Le nombre moyen de personnes par ménage (2,8 individus) est sensiblement plus élevé que dans la région métropolitaine de Montréal, avec une concentration de foyers de 4 personnes ou plus 50 % plus élevée dans le quartier que dans l'aire urbaine. La moitié des ménages (50,2 %) est constituée de familles avec enfants.
L'anglais constitue la première langue officielle parlée (44 % de la population), avec un très faible avantage sur le français (42 % des habitants). Cependant, l'une ou l'autre des langues officielles ne constituent la langue maternelle que de 59 % des roxborois. Les langues maternelles autres que le français et l'anglais les plus courantes appartiennent aux familles des langues romanes, des langues balto-slaves, des langues sémitiques et des langues indo-iraniennes.